# Horapolo
Horapolo seria um autor de historicidade discutida, provavelmente grego ou egípcio, que, no século IV, teria decifrado a escrita dos hieróglifos, revelando seus mistérios. A obra Hieroglyphica, atribuída a ele, repercutiu na Europa a partir do século XV. Como se verificou depois de Champollion, a obra era mistificação.  

## Horapolo
Para os humanistas, as obras consideradas herméticas, com conhecimentos encobertos e de difícil interpretação, poderiam expressar verdades ocultas não só concernentes ao homem, mas também de acesso à divindade. 
Foi exatamente essa leitura que os teóricos do Renascimento fizeram da obra de Horapolo, a qual apareceria em Florença em 1419 e que, em pouco tempo, se tornaria um anseio intelectual que levaria o europeu a entranhar-se numa busca por tudo aquilo que se referisse ao Egito — manuscritos, papiros, obeliscos —, para que também a ele fosse possível ter acesso a essa chave sígnica. (Cf. Brandão, 2008, p. 244)

## Importância dosHieroglyphica
Ao ser descoberto pelos humanistas, serve de inspiração para a criação do gênero emblemático. No entanto, da mesma maneira que os Hieroglyphica foram o prenúncio desse gênero, a mesma obra levou-o ao descrédito, já que, no século XVIII, diante do crivo racionalista do Século das Luzes, ela não acrescentava nada ao campo da filologia, mas ao do fantástico, como demonstram os comentários de seu possível autor ao manipular o conteúdo semântico dos hieróglifos, que seria, a posteriori, desmistificado por Champollion. (Brandão, 2003, p. 50)
Mário Praz diz que, não obstante o fato de as explicações contidas na obra Hieroglyphica serem ou não falsas, essas tiveram participação significativa na constituição do gênero emblemático (Cf.: Praz, 1989, p. 24) e no repertório imagético do período, cujo ápice dar-se-á, exatamente, nos Seiscentos. Apesar do modismo advindo com a obra de Horapolo e sua influência no incipiente gênero, pode-se dizer que a concepção de uma onda emblemática seja anterior a ela, afinal permeava a mentalidade iconográfica dos primeiros cristãos, ou mesmo o homem do medievo com seus bestiários, lapidários e alegorias. (ibidem, p. 16)